# Framtid Öland
Framtid Öland (FÖL) är ett lokalt politiskt parti i Borgholms kommun. Partiet bildades 2014.
Efter kommunalvalet 2014 bildade Framtid Öland genom ett valtekniskt samarbete ett minoritetsstyre i Borgholm tillsammans med Socialdemokraterna. De fick även stöd av Miljöpartiet och Vänsterpartiet. Sedan valet 2018 har partiet ingått ett valtekniskt sammarbete med Moderaterna och Kristdemokraterna.

## Valresultat
| År   | Röster | %     | Mandat  |
| ---- | ------ | ----- | ------- |
| 2014 | 997    | 13,16 | 5 av 35 |
| 2018 | 861    | 11,23 | 4 av 35 |
| 2022 | 577    | 7,49  | 3 av 35 |